# ساري بيغلوي معين
ساري بيغلوي معين هي قرية في مقاطعة أرومية، إيران. عدد سكان هذه القرية هو 329 في سنة 2006.